# Thornia teatopyga
Thornia teatopyga är en rundmaskart. Thornia teatopyga ingår i släktet Thornia och familjen Dorylaimidae. Inga underarter finns listade i Catalogue of Life.